# Tom Beckert
Tom Beckert (* 6. Dezember 1926; † 13. September 2017) war ein US-amerikanischer Tonmeister.

## Leben
Beckert begann seine Karriere Mitte der 1970er Jahre, sein Filmdebüt war die Woody-Allen-Filmkomödie Der Strohmann. Bereits für seinen zweiten Film, Peter Yates’ Abenteuerfilm Die Tiefe, war er 1978 erstmals für den Oscar in der Kategorie Bester Ton nominiert. Die zweite und letzte Nominierung für den Oscar erfolgte 1988 für Die Hexen von Eastwick.
Neben seinem Mitwirken an 53 Spielfilmen arbeitete er in den 1980er Jahren auch an einigen Fernsehproduktionen, darunter der Fernsehfilm Goliath – Sensation nach 40 Jahren. 1991 zog sich Beckert aus dem Filmgeschäft zurück, sein letzter Film war der Actionfilm Last Boy Scout – Das Ziel ist Überleben von Tony Scott.

## Filmografie (Auswahl)
- 1976: Der Strohmann (The Front)
- 1977: Die Tiefe (The Deep)
- 1979: Lawinenexpress (Avalanche Express)
- 1980: Die blaue Lagune (The Blue Lagoon)
- 1981: Ich glaub’, mich knutscht ein Elch! (Stripes)
- 1982: Conan der Barbar (Conan the Barbarian)
- 1984: Conan der Zerstörer (Conan the Destroyer)
- 1985: Hilfe, die Amis kommen (National Lampoon’s European Vacation)
- 1986: Nummer 5 lebt! (Short Circuit)
- 1987: Die Hexen von Eastwick (The Witches of Eastwick)
- 1988: Genie und Schnauze (Without a Clue)
- 1989: Tango und Cash (Tango & Cash)
- 1991: Last Boy Scout – Das Ziel ist Überleben (The Last Boy Scout)

## Auszeichnungen
- 1978: Oscar-Nominierung in der Kategorie Bester Ton für Die Tiefe
- 1988: Oscar-Nominierung in der Kategorie Bester Ton für Die Hexen von Eastwick